# Gouverneurswahlen in Japan 2010
In Japan fanden im Jahr 2010 zwischen Februar und Dezember elf Gouverneurswahlen statt.

## 21. Februar 2010: Nagasaki
Bei der Wahl in der Präfektur Nagasaki trat Gouverneur Genjirō Kaneko nach drei Amtszeiten nicht mehr an. Sieben Kandidaten bewarben sich um Kanekos Nachfolge, darunter sein ehemaliger Vizegouverneur Hōdō Nakamura und der ehemalige MAFF-Beamte Tsuyoshi Hashimoto. Nakamura, der die Unterstützung Kanekos genoss, setzte sich bei hoher Wahlbeteiligung von 60 Prozent durch.
| Kandidat                        | Unterstützerparteien            | Unterstützerparteien            | Unterstützerparteien            | Stimmen | Anteil   |
| ------------------------------- | ------------------------------- | ------------------------------- | ------------------------------- | ------- | -------- |
| Hōdō Nakamura                   |                                 |                                 |                                 | 316.603 | 45,29 %  |
| Tsuyoshi Hashimoto              |                                 |                                 | DP, SDP                         | 222.565 | 31,84 %  |
| Atsushi Ōnita                   |                                 |                                 |                                 | 98.200  | 14,05 %  |
| Reiko Oshibuchi                 |                                 |                                 |                                 | 30.902  | 4,42 %   |
| Takao Fukamachi                 |                                 |                                 | KPJ                             | 21.291  | 3,05 %   |
| Masahiko Yamada                 |                                 |                                 |                                 | 6.634   | 0,95 %   |
| Mitsuyuki Matsushita            |                                 |                                 |                                 | 2.889   | 0,41 %   |
| Summe                           | Summe                           | Summe                           | Summe                           | 699.084 | 100,00 % |
| ungültige und verlorene Stimmen | ungültige und verlorene Stimmen | ungültige und verlorene Stimmen | ungültige und verlorene Stimmen | 6.411   | 0,90 %   |
| Wahlbeteiligung                 | Wahlbeteiligung                 | Wahlbeteiligung                 | Wahlbeteiligung                 | 705.495 | 60,08 %  |

## 14. März 2010: Ishikawa
In der Präfektur Ishikawa wurde Gouverneur Masanori Tanimoto mit Unterstützung der großen Parteien für eine fünfte Amtszeit wiedergewählt. Er hatte anders als bei den beiden letzten Wahlen nicht nur einen, sondern drei Gegenkandidaten, die Wahlbeteiligung stieg auf 48,1 % (2006: 40,1 %). Neben dem KPJ-gestützten Yoshinobu Kimura bewarben sich auch der ehemalige DP-Unterhausabgeordnete Yutaka Kuwabara und der ehemalige Angestellte Teruo Yonemura für das Gouverneursamt. Tanimoto setzte sich dennoch souverän mit rund zwei Drittel der Stimmen durch.
| Kandidat          | Unterstützerparteien | Unterstützerparteien | Unterstützerparteien | Unterstützerparteien | Unterstützerparteien  | Stimmen | Anteil   |
| ----------------- | -------------------- | -------------------- | -------------------- | -------------------- | --------------------- | ------- | -------- |
| Masanori Tanimoto |                      |                      |                      |                      | DP, LDP, Kōmeitō, SDP | 296.628 | 66,71 %  |
| Yutaka Kuwabara   |                      |                      |                      |                      |                       | 105.166 | 23,65 %  |
| Yoshinobu Kimura  |                      |                      |                      |                      | KPJ                   | 33.817  | 7,61 %   |
| Teruo Yonemura    |                      |                      |                      |                      |                       | 9.056   | 2,04 %   |
| Summe             | Summe                | Summe                | Summe                | Summe                | Summe                 | 444.667 | 100,00 % |
| ungültige Stimmen | ungültige Stimmen    | ungültige Stimmen    | ungültige Stimmen    | ungültige Stimmen    | ungültige Stimmen     | 6.919   | 1,53 %   |
| Wahlbeteiligung   | Wahlbeteiligung      | Wahlbeteiligung      | Wahlbeteiligung      | Wahlbeteiligung      | Wahlbeteiligung       | 451.586 | 48,13 %  |

## 11. April 2010: Kyōto
In der Präfektur Kyōto, der Hochburg der KPJ, wurde Gouverneur Keiji Yamada vom KPJ-gestützten Yūsuke Mon herausgefordert. Yamadas Kandidatur für eine dritte Amtszeit wurde wie bereits 2002 und 2006 von den großen Parteien unterstützt. Die Wahlbeteiligung erholte sich vom Rekordtief 2006 leicht um 2,65 Punkte und lag bei 41,1 %.
| Kandidat          | Unterstützerparteien | Unterstützerparteien | Unterstützerparteien | Unterstützerparteien | Stimmen | Anteil   |
| ----------------- | -------------------- | -------------------- | -------------------- | -------------------- | ------- | -------- |
| Keiji Yamada      |                      |                      |                      | DP, LDP, Kōmeitō     | 529.927 | 63,26 %  |
| Yūsuke Mon        |                      |                      |                      | KPJ                  | 307.826 | 36,74 %  |
| Summe             | Summe                | Summe                | Summe                | Summe                | 837.753 | 100,00 % |
| ungültige Stimmen | ungültige Stimmen    | ungültige Stimmen    | ungültige Stimmen    | ungültige Stimmen    | 11.999  | 1,41 %   |
| Wahlbeteiligung   | Wahlbeteiligung      | Wahlbeteiligung      | Wahlbeteiligung      | Wahlbeteiligung      | 849.767 | 41,09 %  |

## 11. Juli 2010: Shiga
Gleichzeitig mit der Sangiin-Wahl 2010 fand die Gouverneurswahl in der Präfektur Shiga statt, am gleichen Tag wurde auch eine Nachwahl für das Präfekturparlament in Ōtsu durchgeführt. Gouverneurin Yukiko Kada wurde mit Unterstützung von Demokraten und Sozialdemokraten gegen den ehemaligen LDP-Abgeordneten Ken’ichirō Ueno und den KPJ-Kandidaten Hideaki Maruoka für eine zweite Amtszeit bestätigt. Kada hatte ihren Wahlkampf mit dem Slogan mottainai (dt. etwa „schade drum“) gegen öffentliche Ausgaben für Großprojekte der Infrastruktur geführt. Die Wahlbeteiligung war mit 61,56 % die höchste seit 1998, als die Gouverneurswahl ebenfalls mit der Sangiin-Wahl zusammenfiel.
| Kandidat          | Unterstützerparteien | Unterstützerparteien | Unterstützerparteien | Stimmen | Anteil   |
| ----------------- | -------------------- | -------------------- | -------------------- | ------- | -------- |
| Yukiko Kada       |                      |                      | DP, SDP              | 419.921 | 63,17 %  |
| Ken’ichirō Ueno   |                      |                      | LDP                  | 208.707 | 31,40 %  |
| Hideaki Maruoka   |                      |                      | KPJ                  | 36.126  | 5,43 %   |
| Summe             | Summe                | Summe                | Summe                | 664.754 | 100,00 % |
| ungültige Stimmen | ungültige Stimmen    | ungültige Stimmen    | ungültige Stimmen    | 6.660   | 0,99 %   |
| Wahlbeteiligung   | Wahlbeteiligung      | Wahlbeteiligung      | Wahlbeteiligung      | 671.414 | 61,56 %  |

## 8. August 2010: Nagano
In Nagano zog sich Amtsinhaber Jin Murai nach einer Amtszeit zurück. Die nationalen Regierungsparteien unterstützten Shuichi Abe als Nachfolger, einen ehemaligen Beamten des Innenministeriums, LDP und Kōmeitō unterstützten Yoshimasa Koshihara, ehemaliger Bürgermeister von Ōmachi, Vorsitzender der Bürgermeisterkonferenz Nagano und zuletzt Vizegouverneur unter Murai.
Die Wahlbeteiligung sank gegenüber 2006, als der polarisierende Gouverneur Yasuo Tanaka abgewählt wurde, um 13 Prozentpunkte. Abe setzte sich mit rund 5.000 Stimmen Vorsprung vor Koshihara durch.
| Kandidat            | Unterstützerparteien | Unterstützerparteien | Unterstützerparteien | Unterstützerparteien | Stimmen | Anteil   |
| ------------------- | -------------------- | -------------------- | -------------------- | -------------------- | ------- | -------- |
| Shuichi Abe         |                      |                      |                      | DP, SDP, NVP         | 362.903 | 39,85 %  |
| Yoshimasa Koshihara |                      |                      |                      | LDP, Kōmeitō         | 357.882 | 39,30 %  |
| Takeshi Matsumoto   |                      |                      |                      | KPJ                  | 189.793 | 20,84 %  |
| Summe               | Summe                | Summe                | Summe                | Summe                | 910.578 | 100,00 % |
| ungültige Stimmen   | ungültige Stimmen    | ungültige Stimmen    | ungültige Stimmen    | ungültige Stimmen    | 9.323   | 1,01 %   |
| Wahlbeteiligung     | Wahlbeteiligung      | Wahlbeteiligung      | Wahlbeteiligung      | Wahlbeteiligung      | 919.901 | 52,70 %  |

## 29. August 2010: Kagawa
Takeki Manabe, Gouverneur der Präfektur Kagawa, zog sich nach drei Amtszeiten zurück. Für seine Nachfolge bewarben sich der ehemalige Finanzbeamte Keizō Hamada, der Kommunist Akio Matsubara und die Präfekturparlamentsabgeordnete Satoko Watanabe mit Verbindungen zur Frauenbewegung und der Midori no Mirai. Hamada wurde von den großen Parteien unterstützt und setzte sich klar durch. Die Wahlbeteiligung stieg zwar leicht um 1,1 Punkte, blieb aber mit 36,9 % extrem niedrig.
| Kandidat          | Unterstützerparteien | Unterstützerparteien | Unterstützerparteien | Unterstützerparteien | Unterstützerparteien  | Stimmen | Anteil   |
| ----------------- | -------------------- | -------------------- | -------------------- | -------------------- | --------------------- | ------- | -------- |
| Keizō Hamada      |                      |                      |                      |                      | DP, LDP, Kōmeitō, SDP | 163.583 | 54,87 %  |
| Satoko Watanabe   |                      |                      |                      |                      |                       | 111.646 | 37,45 %  |
| Akio Matsubara    |                      |                      |                      |                      | KPJ                   | 22.895  | 7,68 %   |
| Summe             | Summe                | Summe                | Summe                | Summe                | Summe                 | 298.124 | 100,00 % |
| ungültige Stimmen | ungültige Stimmen    | ungültige Stimmen    | ungültige Stimmen    | ungültige Stimmen    | ungültige Stimmen     | 5.262   | 1,73 %   |
| Wahlbeteiligung   | Wahlbeteiligung      | Wahlbeteiligung      | Wahlbeteiligung      | Wahlbeteiligung      | Wahlbeteiligung       | 303.390 | 36,92 %  |

## 31. Oktober 2010: Fukushima
In der Präfektur Fukushima wurde Gouverneur Yūhei Satō als Allparteienkandidat (ainori) bei stark gesunkener Wahlbeteiligung (2006: 58,8 %) gegen den Kommunisten Katsurō Satō im Amt bestätigt.
| Kandidat          | Unterstützerparteien | Unterstützerparteien | Unterstützerparteien | Unterstützerparteien | Unterstützerparteien  | Stimmen     | Anteil   |
| ----------------- | -------------------- | -------------------- | -------------------- | -------------------- | --------------------- | ----------- | -------- |
| Yūhei Satō        |                      |                      |                      |                      | DP, LDP, Kōmeitō, SDP | 609.931,577 | 88,46 %  |
| Katsurō Satō      |                      |                      |                      |                      | KPJ                   | 79.594,364  | 11,54 %  |
| Summe             | Summe                | Summe                | Summe                | Summe                | Summe                 | 689.525,941 | 100,00 % |
| ungültige Stimmen | ungültige Stimmen    | ungültige Stimmen    | ungültige Stimmen    | ungültige Stimmen    | ungültige Stimmen     | 9.065,000   | 1,30 %   |
| Wahlbeteiligung   | Wahlbeteiligung      | Wahlbeteiligung      | Wahlbeteiligung      | Wahlbeteiligung      | Wahlbeteiligung       | 698.591,000 | 42,42 %  |

Zur Erklärung der Nachkommastellen, siehe Wahlen in Japan#„Proportionale Bruchteilstimmen“.

## 28. November 2010
Am 28. November 2010 fanden drei Gouverneurswahlen statt, während die nationale Regierung unter Naoto Kan sich in einem Umfragetief befand. Nationale und internationale Aufmerksamkeit erhielt besonders die Wahl in Okinawa, wo die umstrittene Verlegung der US Marine Corps Air Station Futenma, die zum Sturz des Kabinetts Hatoyama beigetragen hatte, ein Hauptwahlkampfthema war. In Okinawa konnte sich die Demokratische Partei wegen interner Uneinigkeit über den US-Stützpunkt nicht auf einen Kandidaten verständigen, in Wakayama hatten zwei verschiedene Kandidaten die Unterstützung der beiden großen Parteien.

### Wakayama
In der Präfektur Wakayama wurde Gouverneur Yoshinobu Nisaka von der LDP für eine Wiederwahl unterstützt. Die DP unterstützte die ehemalige Präfekturparlamentsabgeordnete Mariko Fujimoto. Bei deutlich gestiegener Wahlbeteiligung gegenüber 2006 setzte sich Nisaka klar durch.
| Kandidat          | Unterstützerparteien | Unterstützerparteien | Unterstützerparteien | Stimmen | Anteil   |
| ----------------- | -------------------- | -------------------- | -------------------- | ------- | -------- |
| Yoshinobu Nisaka  |                      |                      | LDP, Kōmeitō         | 259.200 | 72,06 %  |
| Mariko Fujimoto   |                      |                      | DP, NVP              | 76.051  | 21,14 %  |
| Yoshikazu Hora    |                      |                      | KPJ                  | 24.467  | 6,80 %   |
| Summe             | Summe                | Summe                | Summe                | 359.718 | 100,00 % |
| ungültige Stimmen | ungültige Stimmen    | ungültige Stimmen    | ungültige Stimmen    | 4.994   | 1,37 %   |
| Wahlbeteiligung   | Wahlbeteiligung      | Wahlbeteiligung      | Wahlbeteiligung      | 364.717 | 43,37 %  |

### Ehime
In der Präfektur Ehime wurde Tokihiro Nakamura, ehemaliger Bürgermeister von Matsuyama, als Allparteienkandidat zum Nachfolger des scheidenden Gouverneurs Moriyuki Kato gewählt. Gegenkandidaten waren Masayuki Komatsu, ehemaliger Präsident der Universität Ehime, und der Kommunist Katsuhiko Tanaka. Die Wahlbeteiligung stieg gegenüber 2006 um sechs Prozentpunkte auf 49,17 %.
| Kandidat          | Unterstützerparteien | Unterstützerparteien | Unterstützerparteien | Unterstützerparteien | Stimmen | Anteil   |
| ----------------- | -------------------- | -------------------- | -------------------- | -------------------- | ------- | -------- |
| Tokihiro Nakamura |                      |                      |                      | DP, LDP, Kōmeitō     | 452.664 | 78,15 %  |
| Masayuki Komatsu  |                      |                      |                      |                      | 96.324  | 16,63 %  |
| Katsuhiko Tanaka  |                      |                      |                      | KPJ                  | 30.254  | 5,22 %   |
| Summe             | Summe                | Summe                | Summe                | Summe                | 579.242 | 100,00 % |
| ungültige Stimmen | ungültige Stimmen    | ungültige Stimmen    | ungültige Stimmen    | ungültige Stimmen    | 5.209   | 0,89 %   |
| Wahlbeteiligung   | Wahlbeteiligung      | Wahlbeteiligung      | Wahlbeteiligung      | Wahlbeteiligung      | 584.461 | 49,17 %  |

### Okinawa
In der Präfektur Okinawa waren wie bereits 2006 die US-Stützpunkte ein Hauptthema des Wahlkampfs. Da Teile des DP-Präfekturverbands den Verbleib des USMC-Stützpunkts Futenma in der Präfektur ablehnten, den die DP-geführte Zentralregierung durchzusetzen versucht, konnte sich die Partei nicht auf einen Kandidaten verständigen. Wichtigster Gegenkandidat von Gouverneur Hirokazu Nakaima, der die Unterstützung der LDP genoss, war damit Yōichi Iha, ehemaliger Bürgermeister von Ginowan und strikt gegen den Verbleib des Stützpunkts in Okinawa. Im Wahlkampf sprach sich Nakaima deutlicher als früher gegen den Stützpunkt aus, zeigte aber anders als Iha weiterhin die grundsätzliche Bereitschaft für Verhandlungen mit der Zentralregierung.
Bei um vier Punkte gesunkener Wahlbeteiligung von 60,9 % wurde Nakaima für eine zweite Amtszeit bestätigt.
| Kandidat                        | Unterstützerparteien            | Unterstützerparteien            | Unterstützerparteien            | Unterstützerparteien            | Stimmen | Anteil   |
| ------------------------------- | ------------------------------- | ------------------------------- | ------------------------------- | ------------------------------- | ------- | -------- |
| Hirokazu Nakaima                |                                 |                                 |                                 | LDP, Kōmeitō, Minna             | 335.708 | 51,97 %  |
| Yōichi Iha                      |                                 |                                 |                                 | KPJ, SDP, Shadaitō              | 297.082 | 45,99 %  |
| Tatsurō Kinjō                   |                                 |                                 |                                 | Kōfuku-jitsugen-tō              | 13.116  | 2,03 %   |
| Summe                           | Summe                           | Summe                           | Summe                           | Summe                           | 645.906 | 100,00 % |
| ungültige und verlorene Stimmen | ungültige und verlorene Stimmen | ungültige und verlorene Stimmen | ungültige und verlorene Stimmen | ungültige und verlorene Stimmen | 4.456   | 0,69 %   |
| Wahlbeteiligung                 | Wahlbeteiligung                 | Wahlbeteiligung                 | Wahlbeteiligung                 | Wahlbeteiligung                 | 650.362 | 60,88 %  |

## 26. Dezember 2010: Miyazaki
In der Präfektur Miyazaki hatte der amtierende Gouverneur, der ehemalige Komiker Hideo Higashikokubaru, im Herbst angekündigt, sich bereits nach einer Amtszeit zurückzuziehen. Mit seiner Unterstützung kandidierte sein ehemaliger Vizegouverneur Shunji Kōno für die Nachfolge und gewann gegen drei weitere Kandidaten.
| Kandidat                        | Unterstützerparteien            | Unterstützerparteien            | Stimmen | Anteil   |
| ------------------------------- | ------------------------------- | ------------------------------- | ------- | -------- |
| Shunji Kōno                     |                                 | DP, LDP, Kōmeitō                | 293.579 | 78,24 %  |
| Shōichi Chūman                  |                                 |                                 | 57.574  | 15,34 %  |
| Daizen Miyamoto                 |                                 |                                 | 12.658  | 3,37 %   |
| Tadakatsu Tsushima              |                                 | KPJ                             | 11.424  | 3,02 %   |
| Summe                           | Summe                           | Summe                           | 375.235 | 100,00 % |
| ungültige und verlorene Stimmen | ungültige und verlorene Stimmen | ungültige und verlorene Stimmen | 2.958   | 0,78 %   |
| Wahlbeteiligung                 | Wahlbeteiligung                 | Wahlbeteiligung                 | 378.193 | 40,82 %  |